# Corvinone
Il Corvinone è un vitigno a bacca nera autoctono del territorio di Verona ed è impiegato in modo complementare e facoltativo (nella misura massima del 50% in sostituzione della Corvina) nell'uvaggio dei vini prodotti nella zona della Valpolicella tra i quali il più famoso Amarone della Valpolicella. In passato confuso con la più celebre Corvina, il Corvinone ha ottenuto una sua indipendenza solo di recente rendendo ormai desueto il termine generalistico Corvine.

## Caratteristiche ampelografiche
- Portamento semieretto
- Foglia allungata, pentalobata, a denti allungati, con seno peziolare a V aperto.
- Grappolo medio - grande, con peso che può arrivare a 400 – 500 grammi, piramidale, alato.
- Acino grande, ellissoideo, buccia spessa e consistente, di colore blu-nera, pruinosa.

## Fenologia e caratteristiche agronomiche
Il Corvinone, dal punto di vista fenologico, non si differenzia sostanzialmente dalla Corvina: è quindi varietà a germogliamento tardivo e maturazione medio tardiva (fine settembre – inizio ottobre). La vigoria è buona, talvolta elevata, e la produttività buona e costante; anche se in minore misura rispetto alla Corvina, il Corvinone presenta comunque scarsa fertilità delle gemme basali del tralcio, pertanto necessita di forme di allevamento con rinnovo annuale del tralcio e potatura lunga. Molto sensibile alla peronospora, mediamente all'oidio. Meno sensibile della Corvina allo stress idrico ma ugualmente soggetto a danno da scottature degli acini se esposto all'insolazione diretta.
Molto buona l'attitudine delle uve all'appassimento.

## Storia
Non si ritrovano cenni storici riferiti al Corvinone, per il fatto che in passato fosse assimilato alla Corvina. Vitigno comunque legato alla viticoltura veronese fin dall'antichità, essendo varietà presente sia dell'uvaggio Valpolicella che del Bardolino. Fino al 1993 era considerato un clone di Corvina; con le recenti tecniche di analisi genetica è stato dimostrato invece che Corvinone e Corvina sono varietà differenti.

## Selezione clonale
Meno numerosa la disponibilità di cloni di Corvinone rispetto alla Corvina, ma comunque di alta potenzialità qualitativa; oggi riconosciute sono le selezioni clonali: Rauscedo 8, ISV-CV 2, ISV-CV 3, ISV-CV 7, VCR 18.

## Portinnesti
Ottima l'affinità d'innesto con Kober 5BB, SO4, 420A e 1103P; buona con 140 Ru e 41B.